# 武家 (家族)
武家（たけけ）は、日本において近代から多くの競馬関係者が輩出する家族である。桓武平氏重盛流と称したが、実際は建部氏の流れを汲む禰寝氏支流の一族で、明治維新後に北海道函館に渡って開拓事業に従事する傍ら、彼の地における洋式競馬の草創期に重きをなした。

## 概要
武家は薩摩国の出身で、江戸時代には薩摩藩士であった。薩摩の武氏は禰寝氏（同氏直系は江戸時代半ばに小松氏と改名）から出た氏族で、15代当主の禰寝清年の次男、武重俊を初代とする。武清武が島津常久に臣従し、以後武氏は後に薩摩藩の家老家格となる日置島津家に仕えた。武彦七の兄である園田実徳の娘・ノブ（または信子）が、西郷隆盛の嫡男・寅太郎に嫁いでおり、西郷家と縁戚関係にある。隆盛の弟・西郷従道は日本の近代競馬における最初の日本人馬主としても著名である。太平洋戦争前後からは数々の騎手や調教師を輩出し、その多くは近畿に移っている。それぞれ中央競馬騎手の武邦彦、武豊、武幸四郎が著名である。

## 近現代の武家

### 園田実徳と武彦七
競馬一族としての武家の祖は、薩摩藩士園田家から武家へ養子に入った武彦七（1860年 - 1928年）である。その実兄・園田実徳も大きな影響を及ぼした。両者の父・園田彦右衛門は武家の出で、彦七は武家へ戻る形となっていた。歴史学者の大江志乃夫は、西郷隆盛に私淑していた実徳が、西南戦争に近衛少尉として従軍し戦死した武清澄の跡を弟に継がせたものだと推定しており、これに従えば彦七が養子に入ったのは1877年以降のことになる。
| 園田実徳 |  | 武彦七 |
| 園田実徳 |  | 武彦七 |

明治維新後、兄弟は開拓使として北海道函館に渡った。一緒か別々かは定かではないが、実徳が開拓使出仕を命じられたのが1872年のことである。渡函後、彦七は開拓使官園の七重勧業試験場に勤務し、実徳は道南部の船舶・鉄道運輸整備事業に参画して財を成した。実徳は実業の一方、1883年に函館大経ら4名と共に北海道競馬会社の発起人となり、従来村落単位で行われていた祭典競馬を脱する、本格的な競馬の開催を主導。1900年に函館競馬会が発足すると、彦七も審査員として運営に携わった。さらに1903年、家畜改良の必要を感じた実徳は、北海道庁から函館市桔梗町の土地を借りて園田牧場を創業、その経営を彦七に任せた。
彦七はまた、日本近代馬術の祖・函館大経に師事してフランス馬術を学び、自らも「乗馬をするのに手綱は不要、木綿糸一本あれば鞍下に日本紙を入れておいても皺にならぬ」と賞される名手となった。端正な容姿で貴公子然とした彦七は、「函都道南の婦女子渇仰の的」であったとされる。主な弟子に谷栄次郎がおり、梅田康雄や加用正が孫弟子に当たる。また長男・芳彦によれば、後に日本競馬界で「大尾形」と称される尾形藤吉や、その兄弟子の内藤精一、大正期の横浜に大厩舎を構えた仲住与之助も彦七の薫陶を受けた。
彦七には7人の子があり、うち長男の芳彦が園田牧場を継いだ。次男・房彦は函館で酪農に従事、三男・輔彦は内藤精一、四男・平三は元石吉太郎、五男・富三は尾形藤吉の元でそれぞれ騎手となった。

### 武芳彦系
太平洋戦争を経た1946年、渡島地方の馬所有者で組織された渡島馬匹組合副組合長の職にあった芳彦は、戦争で休止されていた函館競馬の復興を期し、進駐軍兵士とその家族および函館市民の慰安を名目とした競馬開催を企画、函館駐留軍司令官のウィリー大佐より全責任者となることを命じられ、その実現に向けて奔走した。これに先だって札幌でも行われ、後に進駐軍競馬と呼ばれたこの開催は、同年7月27-28日に函館開催が実現し、芳彦はその執行委員長を務めた。その後進駐軍競馬が数度開催されたのち、競馬は一時国営化され（国営競馬）、函館の正規開催も再開に至った。
進駐軍に絡んでは、園田牧場が戦争中、軍にジャガイモを供給していたことで戦争責任を追及され、農地改革に伴い、当時100頭の牛と80頭のサラブレッドを繋養していた牧場を取り潰されるという憂き目にも遭った。当時4歳であった芳彦の三男・邦彦が当時を記憶し、「大きな牧場で育ち、毎日馬とあそんでいた。ある日、馬がみんなどこかへ連れて行かれて、友だちを失ってしまった。トラクターがやってきて、厩舎をバリバリと壊しはじめ、牧場は農地になってしまった」と述懐している。しかし、以後も芳彦は道競馬界の有力者であり続け、戦後発足した北海道馬主協会でも理事を務めた。
国営競馬は再び民営化され、1954年から日本中央競馬会が発足。3年後の1957年、邦彦が騎手としてデビューした。調教師に転じていた叔父・平三の誘いを受けて京都競馬場で騎手となった邦彦は、1960年代に入ると徐々に頭角を現し、1970年代には有数の名手に成長、「名人」、「ターフの魔術師」との異名を取った。邦彦はクラシック三冠競走全制覇、関西所属騎手として初の通算1000勝などを記録した後、1985年、当時史上第5位の記録であった1163勝の成績で引退。調教師に転じた。
| 武豊 |  | 武幸四郎（騎手時代） |
| 武豊 |  | 武幸四郎（騎手時代） |

そして1987年には、邦彦の三男・豊が騎手としてデビュー。豊は新人最多勝利記録の更新を皮切りに、中央競馬における種々の最速・最年少勝利記録をことごとく更新。「天才」と謳われ、1980年代後半には競走馬オグリキャップなどと共に、当時勃興した第二次競馬ブームの中心を担った。1990年代後半に至ってブームは鎮静するも、2005年から2006年にかけては、ディープインパクトと共に再び一般の注目を集める存在となった。日本人騎手初の米重賞競走制覇（1991年）、同欧州G1競走制覇（1994年）、史上2人目の旧八大競走完全制覇（1998年）、中央競馬史上初の年間200勝達成（2003年）、同通算4000勝達成（2018年）など、豊が持つ記録は数多い。1997年には、豊の活躍に触発された四男・幸四郎も騎手としてデビュー。邦彦の管理馬・オースミタイクーンを駆り、デビュー2日目で重賞勝利という史上最速記録を作り、以後も複数のGI競走を制するといった活躍を見せている。豊と幸四郎はテレビタレントとしての活動も行い、豊は1995年にアイドル歌手の佐野量子と結婚した。幸四郎は2017年2月末で騎手を引退し、調教師に転身した。

### 武平三系ほか
彦七の四男・平三は騎手として目立った実績はなかったが、調教師としては重賞20勝を含む通算735勝を挙げた有力者であった。他方、管理馬への禁止栄養剤の投与による3年間の管理停止歴なども持つなど、不名誉な面もあった。

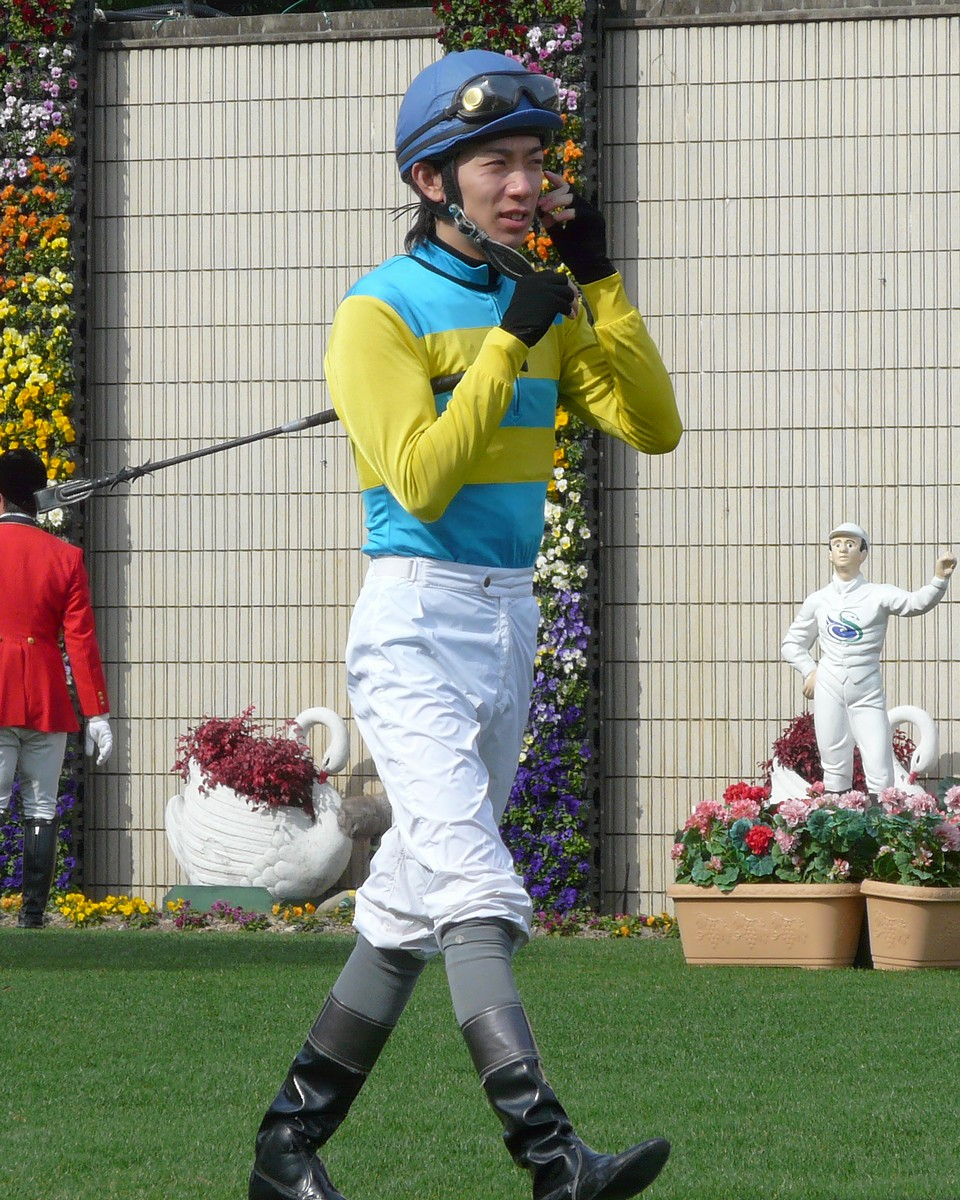
武英智（騎手時代）

平三には3人の男子と1人の女子があり、長男・宏平は麻布獣医大学を卒業後に調教助手として平三を補佐し、調教師として独立後GI競走で3勝を挙げている。三男・永祥は馬事公苑花の15期生の一人として1967年に騎手デビュー。通算152勝を挙げた。永祥の子・英智も中央競馬で騎手として活動し、平三から三世代に渡る騎手家系となっている。英智はその後調教助手を経て2017年より幸四郎とともに調教師となった。次男の勇は北海道静内郡静内町（現・日高郡新ひだか町）で武牧場を経営していたが、2003年に何者かによって殺害された。その死後も牧場は存続し、2009年には生産馬スリーロールスが宏平の管理で菊花賞に優勝した。長女は、永祥と騎手養成所で同期生だった作田誠二に嫁いでいる。
彦七の三男・輔彦は、調教師として桜花賞・菊花賞のクラシック二冠を制したブラウニーや宝塚記念優勝馬ホマレーヒロを手掛けたほか、弟子に宮本悳、田島日出雄といった騎手を輩出した。加藤敬二が孫弟子に当たる。尾形藤吉の元で騎手となった五男・富三は目立った業績を残しておらず、1944年5月7日の東京競馬場での春季能力検定競走（第7競走・呼馬障害）でイソノマツに騎乗して落馬、死亡している。

## 系統
武彦七
｜武芳彦
｜｜武邦彦
｜｜｜武伸（元同志社大学ラグビー部選手でスポーツライター）
｜｜｜次男（一般人）
｜｜｜武豊―量子
｜｜｜武幸四郎
｜武房彦
｜武輔彦
｜武平三
｜｜武宏平
｜｜武勇
｜｜武永祥
｜｜｜武英智
｜｜長女（一般人）―作田誠二
｜武富三
騎手は軽量であることが求められるため総じて小柄である中、現役騎手の豊は170cm、騎手経験者だった3人の内、邦彦は身長172cm、幸四郎は177cm、英智は169.5cmと騎手としては長身の家系となっている。